# Anthony Bourdain
Anthony Michael Bourdain (25 tháng 6 năm 1956 – 8 tháng 6 năm 2018) là một đầu bếp, tác giả, nhà làm phim tài liệu du lịch, nhân vật truyền hình, nhân vật chính trong các chương trình khám phá văn hóa, ẩm thực quốc tế và thân phận con người. Ông được nhiều nhà bình luận đánh giá là một trong những đầu bếp có ảnh hưởng nhất trên thế giới.
Bourdain là một học viên tốt nghiệp năm 1978 của Học viện Ẩm thực Hoa Kỳ và là đầu bếp kì cựu của nhiều nhà bếp chuyên nghiệp trong sự nghiệp của mình, trong đó bao gồm nhiều năm làm đầu bếp điều hành tại Brasserie Les Halles ở Manhattan. Ông lần đầu tiên được biết đến với cuốn sách bán chạy nhất năm 2000 Kitchen Confidential: Adventures in the Culinary Underbelly. Chương trình truyền hình ẩm thực và du lịch thế giới đầu tiên của ông là A Cook's Tour, với 35 tập được phát sóng trên Food Network từ 2002 đến 2003. Năm 2005, ông bắt đầu tổ chức các chương trình phiêu lưu ẩm thực và văn hóa Anthony Bourdain: No Reservations (2005–2012) và The Layover (2011–2013) của Travel Channel. Năm 2013, ông chuyển sang CNN để làm chủ chương trình Anthony Bourdain: Parts Unknown.
Mặc dù nổi tiếng với những thành tựu ẩm thực và thuyết trình truyền hình của mình, cùng với một số sách về ẩm thực và nấu ăn và du lịch, Bourdain cũng viết cả tiểu thuyết và tiểu thuyết phi lịch sử. Năm 2016, Bourdain ăn bún chả cùng tổng thống Mỹ Barack Obama trong chuyến thăm chính thức Việt Nam của Tổng thống. Sau khi ăn bún chả, ông để lại những bình luận ca ngợi món ăn này kèm theo 2 hashtag là #buncha và #Hanoi.

## Sách
Không hư cấu:
- Kitchen Confidential: Adventures in the Culinary Underbelly. New York: Bloomsbury. 2000. ISBN 1-58234-082-X.
- A Cook's Tour: In Search of the Perfect Meal. New York: Bloomsbury. 2001. ISBN 1-58234-140-0.
- Typhoid Mary: An Urban Historical. New York: Bloomsbury. 2001. ISBN 1-58234-133-8.
- Anthony Bourdain's Les Halles Cookbook. Bloomsbury. 2004. ISBN 978-1-58234-180-4.
- The Nasty Bits. New York: Bloomsbury. 2006. ISBN 978-1-59691-360-8.
- No Reservations: Around the World on an Empty Stomach. New York: Bloomsbury. 2007. ISBN 978-1-59691-447-6.
- Medium Raw: A Bloody Valentine to the World of Food and the People Who Cook. Ecco/HarperCollins. 2010. ISBN 0-06-171894-7.

Hư cấu
- Bone in the Throat. New York: Villard Books. 1995. ISBN 0-679-43552-2.
- Gone Bamboo. New York: Villard Books. 1997. ISBN 0-679-44880-2.
- Bobby Gold. Edinburgh: Canongate Crime. 2001. ISBN 1-84195-145-5.
- Get Jiro!. DC Comics. 2012. ISBN 9781401228279. với Joe Rose và Langdon Foss
- Get Jiro: Blood and Sushi. DC Comics. 2015. ISBN 978-1401252267. với Joe Rose và Ale Garza